# Anna Maria Bühler
Anna Maria Bühler, née le 4 août 1774 à Domat/Ems et morte le 25 novembre 1854 à Coire, est une paysanne suisse, héroïne des guerres de la Révolution française.

## Biographie
Lors du combat qui opposa le 3 mai 1799 les soldats de la Surselva aux troupes françaises battant en retraite, elle retarda la retraite de ces dernières. Selon le journal de Coire du 2 août 1799, elle s'était « jetée sur l'attelage tirant les canons français, les retenant jusqu'à l'arrivée des compatriotes, qui purent ainsi prendre les chevaux et les pièces ». Son geste fut confirmé formellement par les autorités le 8 février 1804. En 1811, l'empereur la reçut à Vienne, la récompensa et lui alloua une rente viagère.